# L'amour dure trois ans (film)
Pour le roman, voir L'amour dure trois ans.
Pour plus de détails, voir Fiche technique et Distribution.
L'amour dure trois ans est un film français réalisé par Frédéric Beigbeder. Le film est une adaptation du roman du même nom (1997) et sorti en 2012.
Le film se déroule à Paris. Marc Marronnier, critique littéraire le jour et chroniqueur mondain la nuit, vient de divorcer d'Anne, après 3 ans de mariage. Anéanti, il sombre dans la débauche et l'alcoolisme au cours de soirées avec des amis pour oublier son chagrin. Après une tentative de suicide ratée, il décide d'écrire un roman autobiographique dans lequel il démontre que l'amour ne dure que 3 ans. Toutes les certitudes de Marc sont renversées lorsqu'il fait la connaissance d'Alice, l'épouse de son cousin Antoine, au cours des obsèques de sa grand-mère. Ils tombent mutuellement sous le charme, se rapprochent lors de rendez-vous secrets, jusqu'à devenir amants. Alice se décide à quitter son mari au moment où le roman de Marc trouve enfin un éditeur et rencontre un succès fulgurant. Alors que Marc découvre qu'Alice est fermement opposée au point de vue évoqué dans son roman, il ne trouve pas d'autre solution que de faire en sorte que personne ne sache qu'il se cache derrière le pseudonyme de l'auteur, afin d'éviter à tout prix de la perdre…

## Synopsis
Marc Marronnier et Anne s'aiment, se marient, mais trois ans plus tard, après l'ennui et la jalousie, Anne demande le divorce. Marc est anéanti et s'enfonce dans les facilités offertes par son travail, critique littéraire le jour et chroniqueur mondain la nuit, avec son ami Jean-Georges, et Pierre et Kathy, ses amis libertins. Au réveil d'une tentative de suicide par pendaison après une prise d'alcool et de médicaments, Marc commence l'écriture de son roman autobiographique, L'amour dure trois ans, où il exprime toute sa rancœur envers ce grand sentiment, l'Amour.
Cependant, son point de vue est ébranlé après sa rencontre avec Alice, la femme de son cousin Antoine. Marc et Alice se croisent lors de l'enterrement de la grand-mère de Marc et Antoine, et aussitôt, ils tombent sous le charme l'un de l'autre. Avec le temps et les rendez-vous Marc et Alice finissent par devenir amants, puis Alice quitte son mari. C'est à ce moment que le roman de Marc finit par être publié par Francesca Vernesi, des éditions Grasset. Marc insiste toutefois pour que l'ouvrage soit publié sous un pseudonyme, « Féodor Belvédère », autant pour éviter le jugement de ses confrères critiques que pour dissimuler la vérité à Alice. Le livre est un succès, bien qu'il divise la critique et les lecteurs, comme Alice qui n'a pas aimé, trouvant le propos misogyne. Marc parvient à garder le secret sur le livre jusqu'au jour où il reçoit le prix de Flore, et où Francesca profite de la cérémonie pour révéler l'identité de Féodor Belvédère. Alice rompt aussitôt, se sentant trahie par celui qui lui avait montré ce qu'était l'amour, et retourne auprès de son mari.
Marc, à nouveau célibataire, va chercher le soutien de Pierre, qui va se marier, et Jean-Georges, sans pour autant parvenir à oublier Alice. Le père de Marc lui conseille de tourner la page et de profiter de la vie comme il le fait depuis son divorce, tandis que sa mère, auteur féministe, l'incite à la reconquérir. Marc commence donc à écrire des lettres passionnées à Alice, avant de faire une déclaration enflammée à la télévision sur le plateau du Grand Journal, mais sans résultat. Marc s'enfonce alors dans l'alcool, et règle ses comptes la nuit du mariage de Pierre et Kathy en faisant un discours insultant sur les mariés et les invités, avant de partir chez son cousin Antoine pour insulter le couple à son tour.
Pour tourner la page, Marc se lance donc dans un nouveau projet, un documentaire sur l'amour. Son éditrice accepte de financer un séjour de deux ans en Australie, afin qu'il réalise son documentaire et qu'il écrive un deuxième roman. Jean-Georges organise alors une dernière rencontre, lors de son mariage avec son professeur de surf, en invitant Alice et lui expliquant la situation. Alice hésite, mais finit par partir, quittant à nouveau Antoine pour rejoindre Marc.

## Fiche technique
- Titre : L’amour dure trois ans
- Réalisation : Frédéric Beigbeder
- Scénario : Frédéric Beigbeder, Christophe Turpin et Gilles Verdiani, d'après le roman L'amour dure trois ans de Frédéric Beigbeder
- Musique : Martin Rappeneau
- Producteurs : Michael Gentile, Alain Kruger, Genevieve Lemal et David Pierret
- Société de production : EuropaCorp
- Société de distribution : EuropaCorp Distribution (France)
- Pays de production :  France
- Genre : comédie romantique
- Durée : 98 minutes
- Dates de sortie :
  - France : 18 janvier 2012

## Distribution
- Gaspard Proust : Marc Marronnier
- Louise Bourgoin : Alice
- JoeyStarr : Jean-Georges
- Jonathan Lambert : Pierre
- Frédérique Bel : Kathy
- Nicolas Bedos : Antoine
- Elisa Sednaoui : Anne
- Bernard Ménez : le père de Marc
- Anny Duperey : la mère de Marc
- Thomas Jouannet : Steve, le prof de surf
- Christophe Bourseiller : le curé
- Valérie Lemercier : Francesca Vernesi
- Pom Klementieff : Julia, la fiancée du père
- Jules-Édouard Moustic : le gourou
- Victoria Olloqui : Ines
- Chloë Beigbeder : la jeune surfeuse
- Frédéric Beigbeder : le soldat russe (non crédité)
- Valérie Kirkorian : la divorcée
- Alain Kruger : le médecin
- Thierry Gary : le psy de Kathy

Et dans leurs propres rôles : 
- Michel Legrand
- Marc Levy
- Michel Denisot
- Ali Baddou
- Ariane Massenet
- Pascal Bruckner
- Alain Finkielkraut
- Thierry Ardisson
- Paul Nizon
- Jean-Didier Vincent
- Nicolas Rey
- Emma Luchini
- Alain Riou
- Philippe Vandel

## Critique
La critique est mitigée. Dans Le Monde, Isabelle Regnier trouve le film « drôle et pétillant ». Dans Libération, Gilles Renault est plus nuancé, mais trouve finalement que le film n'est « pas si mal que ça ». Dans Les Inrockuptibles, Serge Kaganski compare le film à une « barbe à papa : agréable à déguster mais frisant l'inconsistance ». Antoine Oury, sur le site internet Critikat, est plus sévère et trouve que le film manque de rythme et que les personnages sont superficiels.

## Autour du film
Pour la promotion de son film, Frédéric Beigbeder, animateur de l'émission de critique cinématographique Le Cercle, s'est amusé à pasticher son émission en imitant tour à tour les commentaires des chroniqueurs habituels de l'émission, François Bégaudeau, Philippe Rouyer, Axelle Ropert, Alain Riou, Xavier Leherpeur et Marie Sauvion. Ce sketch a été écrit par Gilles Verdiani, auteur du Cercle et co-scénariste du film. 

## Lieux de tournage
- Paris[5]
  - 1er arrondissement : place Dauphine
  - 2e arrondissement : Place des Petits-Pères
  - 4e arrondissement : Pont Louis-Philippe
  - 6e arrondissement : Café de Flore, boulevard Saint-Germain, rue Saint-Benoît
  - 9e arrondissement : Hôtel Amour, 8, rue de Navarin[6],[7]
  - 13e arrondissement : centre commercial Masséna, place de Vénétie
  - 15e arrondissement : dans les locaux de Canal+, rue des Cévennes
  - 16e arrondissement : avenue de Versailles
  - 17e arrondissement : jardin de la Place-de-la-Porte-Maillot, place de la Porte-Maillot
- Hauts-de-Seine[5]
  - Issy-les-Moulineaux : siège de Canal+
  - Sceaux : Au début du film, Marc et sa femme se trouvent dans un parc, il s'agit du parc de Sceaux.
- Pyrénées-Atlantiques[5]
  - Anglet : Aéroport de Biarritz-Anglet-Bayonne
  - Ciboure : le phare
  - Guéthary : Église Saint-Nicolas, rue de l'Église, le port, la gare
  - Biarritz : villa Belza, esplanade du Port-Vieux, le rocher de la Vierge, esplanade de la Vierge
  - Saint-Jean-de-Luz : le port